# شويعرة حقلية
ذيل الثعلب أو الشويعرة الحقلية (الاسم العلمي: Bromus arvensis) نوع نباتي يتبع جنس الشويعرة من الفصيلة النجيلية.